# Институт математики в естественных науках Общества Макса Планка
Институт математики в естественных науках Общества Макса Планка (нем. Das Max-Planck-Institut für Mathematik in den Naturwissenschaften, MPI-MIS) — германская научно-исследовательская организация, основанная 1 марта 1996 года в Лейпциге в рамках Общества Макса Планка. 
Расположена в здании бывшего издательства Reclam-Verlag. Объединяет более 100 сотрудников, управляющий директор — Юрген Йост.
Тематические исследования ведутся в рабочих группах, некоторые из них:
- геометрия и сложные системы (группа Юргена Йоста),
- структурообразование, поверхность потенциальной энергии и степенной закон (группа Феликса Отто[нем.])[5],
- прикладной анализ (группа Ласло Секейхиди[венг.]),
- нелинейная алгебра (группа Бернда Штурмфельса),
- геометрия, теория групп и динамика (группа Анны Винхард[нем.])[6].